# John Collier (Maler)

John Collier, porträtiert von seiner ersten Frau Marian (~1882)

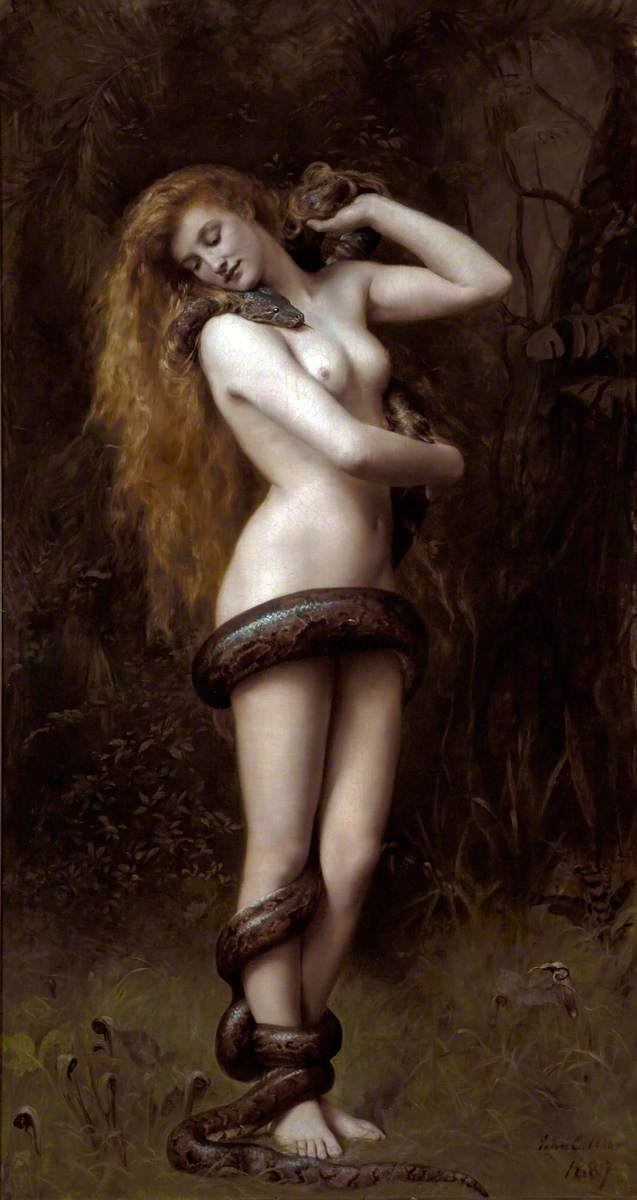
Lilith (1887)

John Maler Collier (* 28. Januar 1850 in London; † 11. April 1934 ebenda) war ein britischer Schriftsteller und Maler im Stil der Präraffaeliten.

## Leben und Familie
Collier war einer der prominentesten Porträtmaler seiner Zeit und kam aus einer künstlerisch und politisch tätigen Familie. Sein Großvater John Collier war ein Quäker und Parlamentsabgeordneter, sein Vater (ebenfalls Parlamentsabgeordneter) war Attorney General (in etwa: Generalstaatsanwalt), Mitglied des Privy Council und 1. Baron Monkswell, aber auch Mitglied der Royal Society of British Artists. Colliers älterer Bruder, der 2. Baron Monkswell, war stellvertretender Kriegsminister und Vorsitzender des London County Council.
Die Familie war eng mit der bedeutenden Naturwissenschaftler-Familie Huxley verbunden. John Collier heiratete zwei der Töchter von Professor Thomas Henry Huxley, des Präsidenten der Royal Society. Er war auch „on terms of intimate friendship“ (ein intimer Freund) des Schriftstellers Leonard Huxley.
Colliers erste Frau war Marian Huxley (1859–1887), eine ebenfalls erfolgreiche Malerin. Nach der Geburt der gemeinsamen Tochter Joyce litt sie unter Depressionen. Sie sollte in Paris behandelt werden, zog sich aber eine Lungenentzündung zu und starb 1887. Joyce wurde später Malerin von Porträtminiaturen und Mitglied der Royal Society of Miniature Painters.
Kurz darauf heiratete Collier Marians jüngere Schwester Ethel (1866–1941). Dies war in England bis 1907 verboten, so dass die Hochzeit in Norwegen erfolgen musste. Mit Ethel hatte Collier zwei Kinder, eine weitere Tochter und einen Sohn, Sir Laurence Collier (1890–1976), der 1941–51 Britischer Botschafter in Norwegen wurde.

## Ausbildung
Collier ging im Eton College zur Schule, danach studierte er bei Sir Edward Poynter an der Slade School of Art, in Paris bei Jean-Paul Laurens und in München. Außerdem waren Sir Lawrence Alma-Tadema und Sir John Everett Millais Förderer Colliers und beeinflussten sein späteres Werk. Von Millais beispielsweise übernahm er die Arbeitsweise, den Porträtierten neben das in Entstehung begriffene Porträt zu setzen, beide aus der Distanz zu betrachten, um dann das Gemälde fortzusetzen.
Collier war eines der 24 Gründungsmitglieder der Royal Society of Portrait Painters, deren Vizepräsident er wurde. Er war außerdem Mitglied des Royal Institute of Oil Painters. Er stellte nicht weniger als 130 Gemälde in der Royal Academy of Arts und 165 in der Royal Society of Portrait Painters aus.
Sein didaktisches Werk umfasst The Primer of Art (1882), A Manual of Oil Painting (1886) und The Art of Portrait Painting (1905). Im Jahr 1920 wurde ihm der Order of the British Empire verliehen.

## Werke

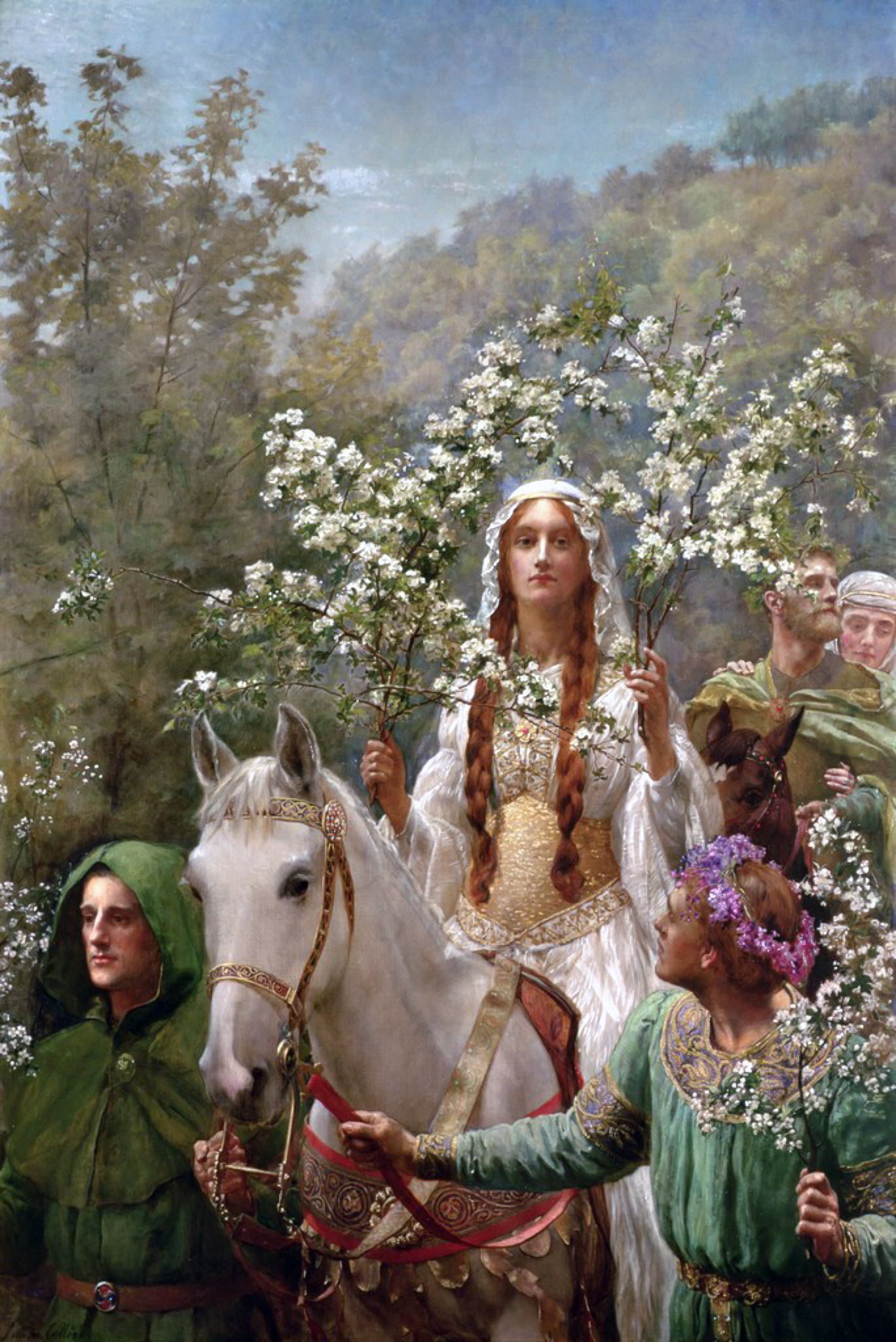
Queen Guinevre’s Maying (1900)
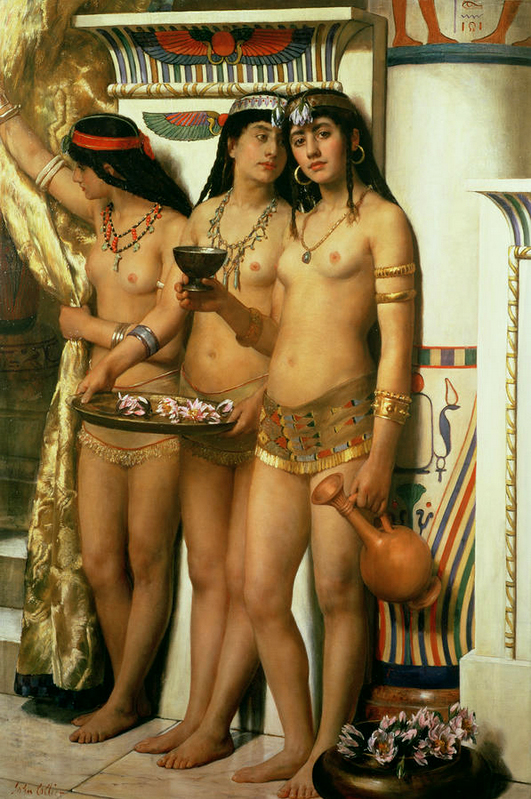
Pharaoh’s Handmaidens (1883)
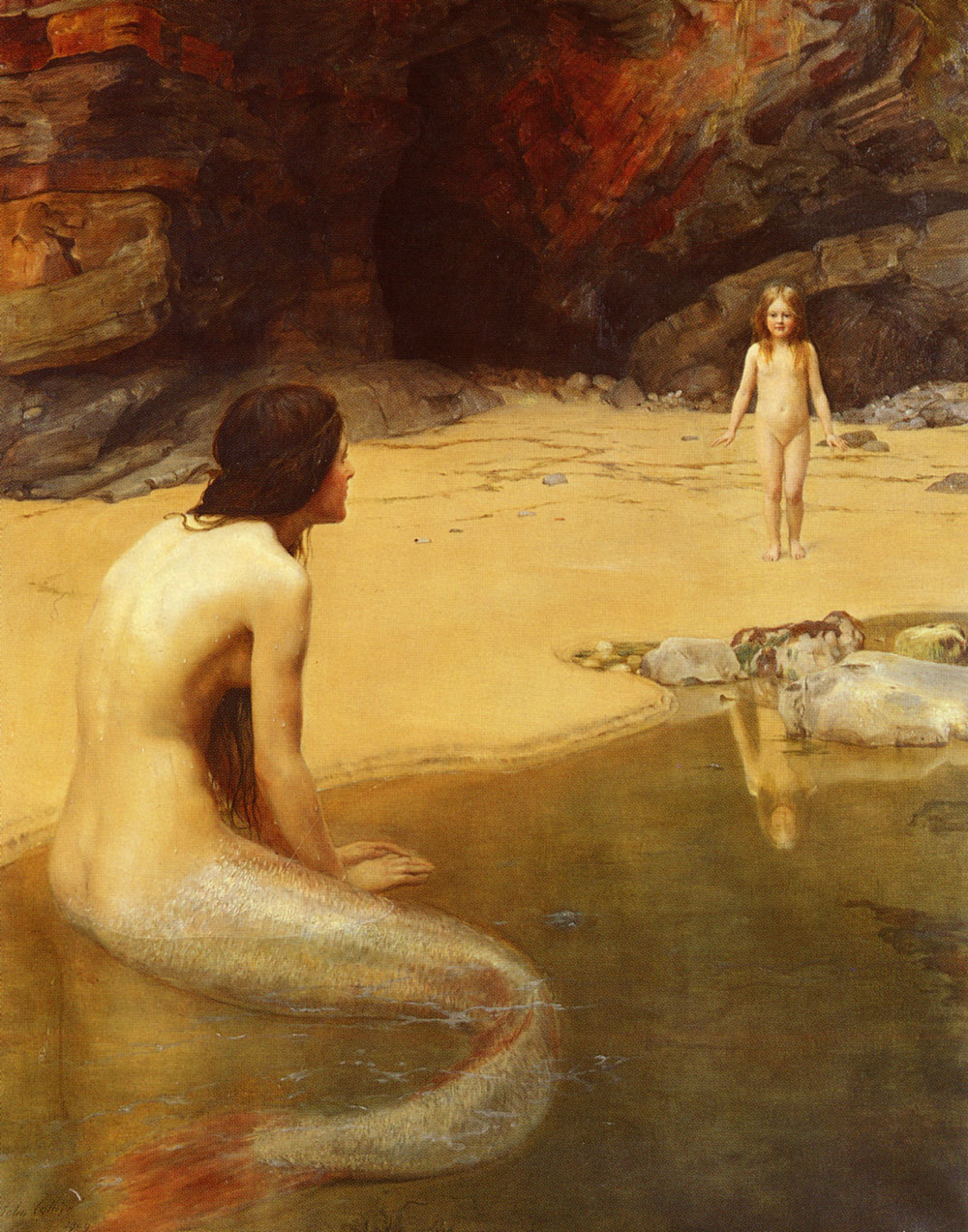
The Land Baby (1909)
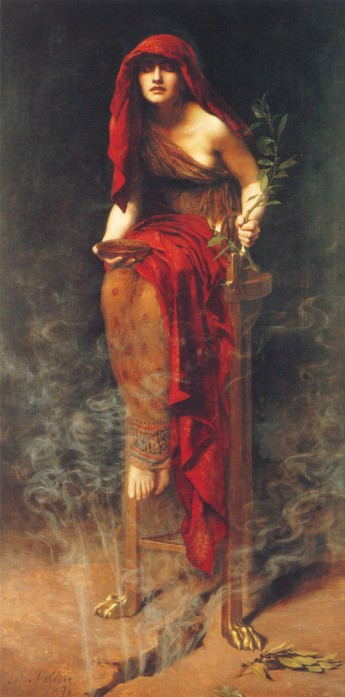
Priestess of Delphi (1891)
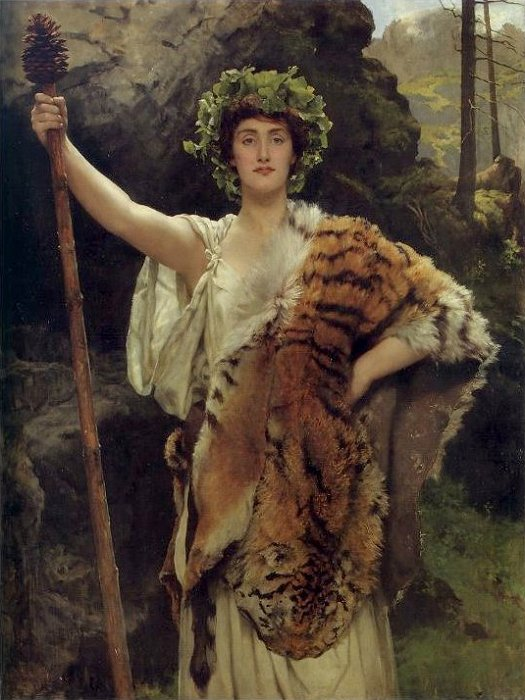
Priestess of Bacchus (1885–1889)
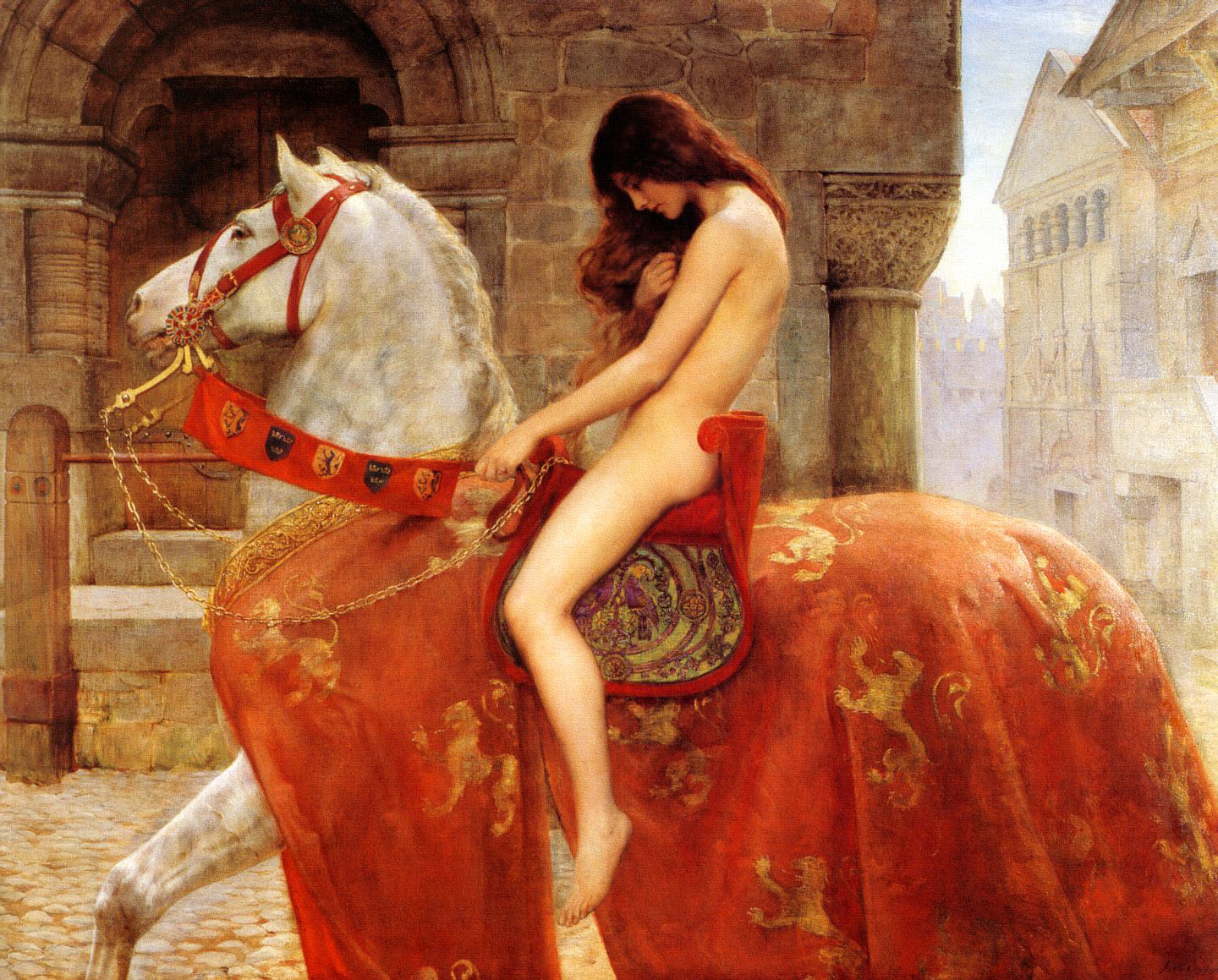
Lady Godiva (1898)
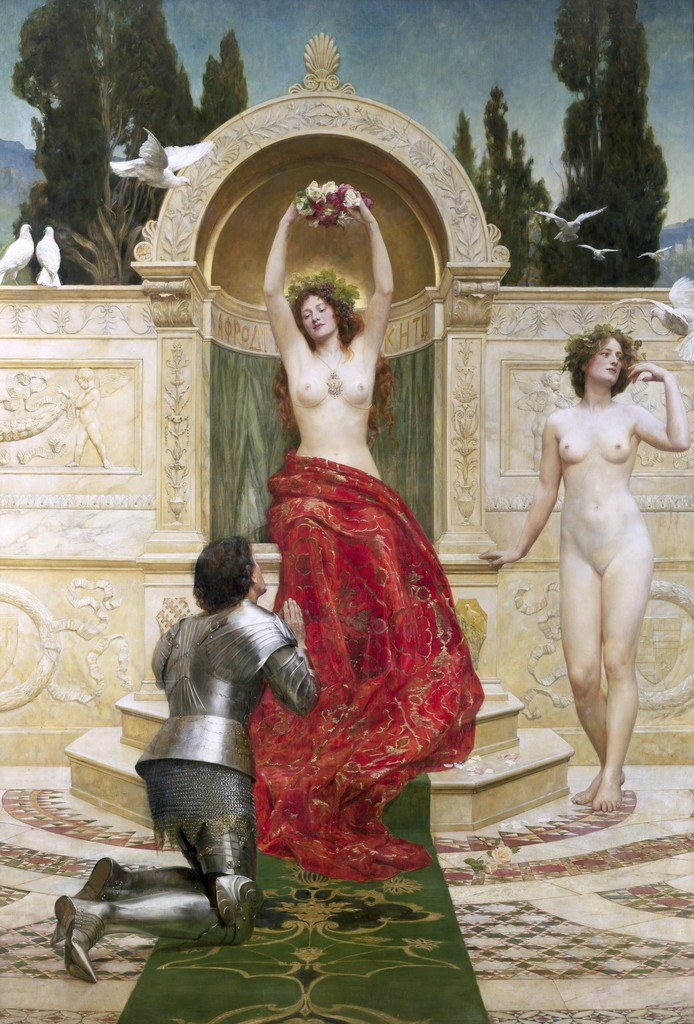
In the Venusberg Tannhäuser (Tannhäuser und der Sängerkrieg auf Wartburg) (1901)